# Пираза
Пираза (азерб. Pirəzə) — село в Пиразинском административно-территориальном округе Примерного района Азербайджана.

## Этимология
Происходит от слов «пир» (священное место, мавзолей) и «аза» (овраг). Название означает — овраг со святилищами.

## История
Село Пираза в 1913 году согласно административно-территориальному делению Елизаветпольской губернии относилось к Пиразинскому сельскому обществу Арешского уезда.
В 1926 году согласно административно-территориальному делению Азербайджанской ССР село относилось к дайре Пример Примерного уезда.
После реформы административного деления и упразднения уездов в 1929 году был образован Пиразинский сельсовет в Агдашском районе Азербайджанской ССР.
Согласно административному делению 1961 и 1977 года село Пираза входило в Пиразинский сельсовет Агдашского района Азербайджанской ССР.
В 1999 году в Азербайджане была проведена административная реформа и внутри Пиразинского административно-территориального округа был учрежден Пиразинский муниципалитет Агдашского района.

## География
Пираза расположена на берегу Куры.
Село находится в 29 км от райцентра Агдаш и в 266 км от Баку. Ближайшая железнодорожная станция — Ляки.
Село находится на высоте 8 метров над уровнем моря.

## Население
| Численность населения | Численность населения | Численность населения | Численность населения | Численность населения |
| 1886                  | 1983                  | 1985                  | 1999                  | 2009                  |
| --------------------- | --------------------- | --------------------- | --------------------- | --------------------- |
| 701                   | ↗1154                 | ↗1200                 | ↗1400                 | ↗1478                 |

В 1886 году в селе проживал 701 человек, большинство — азербайджанцы (указаны как «татары»), по вероисповеданию — мусульмане-сунниты.
Население, как и в советское время, занимается преимущественно хлопководством.

## Климат
| Показатель                                                                                  | Янв. | Фев. | Март | Апр. | Май  | Июнь | Июль | Авг. | Сен. | Окт. | Нояб. | Дек. | Год  |
| ------------------------------------------------------------------------------------------- | ---- | ---- | ---- | ---- | ---- | ---- | ---- | ---- | ---- | ---- | ----- | ---- | ---- |
| Средний суточный максимум, °C                                                               | 7,0  | 8,2  | 12,3 | 20,3 | 25,3 | 29,7 | 33,3 | 32,2 | 27,9 | 21,1 | 14,2  | 9,1  | 20,1 |
| Средняя температура, °C                                                                     | 3,0  | 4,1  | 7,9  | 14,6 | 19,5 | 23,9 | 27,1 | 26,1 | 22,2 | 16,1 | 10,0  | 5,1  | 15,0 |
| Средний суточный минимум, °C                                                                | −1   | 0,1  | 3,5  | 8,9  | 13,7 | 18,1 | 21,0 | 20,0 | 16,5 | 11,2 | 5,9   | 1,2  | 9,9  |
| Норма осадков, мм                                                                           | 21   | 25   | 29   | 40   | 53   | 41   | 20   | 22   | 23   | 49   | 29    | 26   | 378  |
| Источник: https://en.climate-data.org/asia/azerbaijan/agdas-rayonu/pir%C9%99z%C9%99-954927/ |      |      |      |      |      |      |      |      |      |      |       |      |      |

Среднегодовая температура воздуха в селе составляет +15,0 °C. В селе семиаридный климат.

## Инфраструктура
В советское время близ села располагалась молочно-товарная ферма, а в самом селе находились средняя школа, клуб, библиотека, больница, амбулатория.
В селе расположены почтовое отделение, средняя школа, библиотека, медицинский пункт.